# أوتليا كونينية
أوتليا كونينية (الاسم العلمي:Ottelia kunenensis) هي نوع من النباتات يتبع جنس الأوتليا من الفصيلة الحب المائية. سمي هذا النوع نسبة إلى مقاطعة كونين في ناميبيا.